# Harb el elghaa
Harb el elghaa var en sammandrabbning som ägde rum i slutet av januari 1990 i Libanon, mellan en del av den libanesiska armén som leddes av general Michel Aoun på ena sidan, och Libanesiska Styrkorna (Lebanese Forces) ledda av Samir Geagea på andra sidan. En stor del av Libanesiska armén vägrade lyda Aouns order och deltog då inte i striderna, då de insåg detta krig vara självutplåning av det starka och immuna Kristna samhället som byggdes upp.
De våldsamma sammandrabbningar som ägde rum mellan parterna, var början på vad som kallades "avskaffningskriget"; Geagea har anklagat Aoun för att försöka avskaffa milis. Parterna utväxlat ockupationen av platser och regioner, hundratals civila dödats och skadades. Denna konfrontation slutade med General Aoun militära makt avskaffades och han tvingades fly Libanon.